# Buddy, the Little Guardian
Buddy, the Little Guardian è un cortometraggio muto del 1911 (il nome del regista non viene riportato nei titoli).

## Produzione
Il film - le cui riprese furono effettuate nel dicembre 1910 - fu prodotto da William Nicholas Selig per la sua casa di produzione, la Selig Polyscope Company.

### Cast
Uno dei primissimi film per Charles Clary, un attore che aveva debuttato un paio di mesi prima, nel 1910, recitando sempre a fianco di Margarita Fischer in The Vampire.
È uno dei primi film anche per William V. Mong, un attore che intraprenderà la carriera di sceneggiatore e regista, dirigendo una trentina di pellicole dal 1911 al 1918.
Il piccolo Clarence Johnson girerà, sempre per la Selig, due anni dopo, Granny's Old Armchair di Hardee Kirkland.

## Distribuzione
Distribuito dalla General Film Company, il film - un cortometraggio in una bobina - uscì nelle sale statunitensi il 16 gennaio 1911.